# Crenigomphus renei
Crenigomphus renei é uma espécie de libelinha da família Gomphidae.
Pode ser encontrada nos seguintes países: República do Congo, República Democrática do Congo, Costa do Marfim, Gana, Quénia, Nigéria, Tanzânia, Uganda e possivelmente em Malawi.
Os seus habitats naturais são: matagal árido tropical ou subtropical, matagal húmido tropical ou subtropical, rios, lagos de água doce e marismas de água doce.